# Вон, Джон Кит
Джон Кит Вон, также известен, как Кит Вон (англ. John Keith Vaughan или Keith Vaughan; 23 августа 1912 Селси, Западный Суссекс, Британская империя — 4 ноября 1977, Лондон, Англия, Великобритания) — британский художник, рисовальщик, дизайнер и писатель. Его работы находятся в собраниях Правительственной коллекции художественного искусства Великобритании, Национальной галереи Шотландии, Национальной портретной галереи, Галереи Тейт и Музея Виктории и Альберта.

## Биография
Кит Вон родился в Селси, графство Западный Суссекс в семье Эрика Джорджа Стори Вон, инженера-строителя, и его жены Глэдис Регины Мариан Макинтош. Через несколько лет семья переехала в Северный Лондон. Учился в бесплатно-благотворительной Частной школе с постоянным проживанием Christ's Hospital, также расположенной в Западном Суссексе. Директор школы, Г. А. Ригби, был знатоком творчества художника Фрэнка Брангвина, чьи фрески украшали школьную капеллу, и он поощрял ярко выраженный интерес Вона к изобразительному искусству.
После окончания школы Вон с 1931 по 1938 год работал в рекламном агентстве Линтас, входившем в концерн Unilever. В свободное время он продолжал писать картины, в основном маслом, и самостоятельно изучал творчество великих мастеров - особенно Сезанна, Матисса и Пикассо. В Lintas он подружился с австралийским художником Джоном Пассмором, который снимал коттедж в Суффолке. За год до начала войны Вон и Пассмор жили там вместе — писали картины, слушали музыку, посещали балет. В балете Вона привлекали прежде всего группы людей и движение человеческих тел — мотивы, которые впоследствии стали доминирующими в его творчестве.
Вон был убеждённым пацифистом. В 1941 году он вступил в инженерные войска (Pioneer Corps), где, в основном, работал клерком и переводчиком с немецкого, в лагере для военнопленных в городе Малтон, Северный Йоркшир. Именно там у него появилось время для рисования и работы в технике гуаши, а также началась его многолетняя практика ведения дневника. Отрывки из дневников были опубликованы в 1966 году под названием "Дневник и рисунки" (Journal and Drawings). Он также увлекся литературой и посылал короткие тексты для серии Penguin New Writing. Через это издание он познакомился с его основателем Джоном Леманном, который пригласил его участвовать в выставке военного искусства в Национальной галерее. Там Вон познакомился с Грэмом Сазерлендом, Джоном Минтоном и Джоном Крэкстоном - все они оказали влияние на его творчество.
Первая выставка рисунков Вона прошла в лондонской галерее Reid and Lefevre Gallery в 1942 году. В 1946 году он также представил там свои живописные работы. В последующие десятилетия он провёл персональные выставки в Нью-Йорке, Лос-Анджелесе, Буэнос-Айресе и Сан-Паулу, а также участвовал в выставках в Великобритании — в частности, в Галерее Маттизена (1960) и в Художественной галерее Уайтчепел (1962).
Не прекращая заниматься живописью, основную профессиональную карьеру Вон посвятил преподаванию: сначала в Камберуэллском колледже искусств (1946–1948), затем в Центральной школе искусств и ремёсел (1948–1957), а с 1957 года - приглашённым преподавателем в Школе изящных искусств Слейд.. В 1959 году он также был приглашённым художником-резидентом в Университете штата Айова (США).
Тематика его произведений со временем сосредоточилась исключительно на пейзаже и изображении обнажённого мужского тела. Его пейзажи находились под влиянием творчества Сазерленда, а изображения мужской наготы - под влиянием поздних работ Сезанна с изображениями купающихся фигур. Однако со временем Вон всё больше отходил от фигуративности - его формы становились абстрактными, а цветовые пятна - декоративными, оторванными от реалистичной палитры.
В 1964 году Вон был избран почётным членом Королевского колледжа искусств, а в 1965 году удостоен звания Командора ордена Британской империи (CBE). Он жил в Хэмпстеде (Лондон), но много путешествовал - по Франции, Испании, США, Мексике, Греции и Северной Африке. Особенно сильно на его творчество повлияли поездки в Африку.
Несмотря на признание и успех, в последние годы жизни Вон впал в депрессию и стал вести уединённый образ жизни. У него диагностировали рак, и в 1977 году он покончил с собой. Последний из его дневников был опубликован уже после смерти - "Drawing to a Close: the Final Journals of Keith Vaughan", под редакцией Джерарда Хастингса. Его последняя запись, сделанная перед потерей сознания от передозировки лекарства, гласит: «Яркое солнечное утро. Полное жизни. Такое утро, в которое умирают многие люди».